# Прапор Холмів
Прапор Холмів — символ місцевого самоврядування смт. Холми Корюківського району Чернігівської області. Рішенням XI сесії сьомого скликання від 08.07.2016 року Холминська селищна рада  затвердила  офіційні символи селища та Положення «Про порядок використання символіки смт. Холми»

## Опис
Прапор смт. Холми являє собою квадратне полотнище, яке складається з двох горизонтальних смуг: верхньої жовтої та нижньої – зеленої (співвідношення їх ширини 1: 3). На жовтій смузі – 4 червоні восьмипроменеві зірки (розмір умовного діаметра вписаної в коло зірки рівний 1/8 сторони полотнища) в один ряд; у центрі зеленої – білий розширений укорочений хрест (розмах рамен рівний половині сторони полотнища), на який накладено червоний щиток з білим лебедем. 

## Авторський колектив
- автор – краєзнавець, селищний голова  Віталій Запорожець;
- опис – учитель-філолог  Сергій Дуреко;
- дизайн – архітектори Максим Запорожець, Оксана  Запорожець.